# Thelma Terry
Thelma Terry (geboren als Thelma Combes; Bangor, Michigan, 30 september 1901 - 30 mei 1966) was een Amerikaanse akoestische bassist en een van de eerste vrouwen die, eind jaren twintig, een jazzband leidde.
Combes speelde op achttienjarige leeftijd in Chicago Women's Symphony Orchestra. Ze kon daar niet van leven en richtte zich daarom op de jazz, in een tijd dat in Chicago veel goede jazzmusici actief waren, afkomstig uit vooral New Orleans. Ze speelde in en rond Chicago met een all-girl-band, Thelma Combes and her Volcanic Orchestra of met een kwartet. In 1925 speelde en zong ze in het huisorkest van Colosimo's restaurant, eigendom van gangster Al Capone. Een jaar later werd ze aangenomen in Vanity Fair Café, waar ze jazzgitarist Eddie Condon ontmoette.
Na optredens in Piccadelly Theatre en een artikel in Variety hierover kreeg Thelma Combes grotere bekendheid en organiseerde de Music Corporation of America (MCA) in april 1927 een orkest rond haar, met uitsluitend heren: Thelma Terry and Her Playboys. Musici die bij haar speelden waren onder meer drummer Gene Krupa en Bud Freeman. Volgens bronnen was het orkest de huisband van nachtclub The Golden Pumpkin. De MCA stuurde de band ook snel op tournee. De knappe bandleider werd door MCA aangekondigd als The Beautiful Blonde Siren of Syncopation en the Jazz Princess. Met haar groep maakte Thelma Terry zes plaatopnames. 
Haar goede uiterlijk had ook mindere kanten: veel bandleden maakten avances en wilden ook niet haar aanwijzingen volgen. Ze had moeite de band te leiden en had op een gegeven moment ook genoeg van het toeren. In 1929, voordat het orkest op tournee in Europa zou gaan, ontbond ze de band en verbrak haar banden met MCA. Ze trouwde een paar maanden later. Nadat haar huwelijk strandde, in 1936, maakte ze een weinig succesvolle comeback. Ze keerde de muziekbusiness definitief de rug toe en ging lesgeven in breien. In de jaren vijftig keerde ze, met haar dochter, terug naar Michigan.
Combes overleed aan de gevolgen keelkanker.

## Discografie
- The Chicago Hot Bands (compilatie opnames 1924-1928, met de zes nummers die Thelma Terry heeft opgenomen), Timeless